# Max Josef Metzger
Max Josef Metzger (Schopfheim, 3 febbraio 1887 – Brandenburg an der Havel, 17 aprile 1944) è stato un presbitero tedesco, pacifista militante e oppositore del nazismo.
Fu deportato in un campo di concentramento e condannato a morte dal regime nazista.

## Biografia

### Infanzia e giovinezza
Primogenito di quattro, Metzger entrò nel sistema scolastico a Schopfheim, nella Germania sudoccidentale, dov'era nato nel febbraio 1887, e continuò a Donaueschingen, Lörrach e al liceo di Costanza. In quest'ultimo periodo, viveva nella residenza di San Corrado, fondata dall'arcivescovo di Friburgo in Brisgovia per dare formazione religiosa a coloro che intendevano entrare nel clero ordinato. Uno dei professori più stimati del liceo, Pacius, era un pacifista che insegnava lingue moderne.

Metzger seguì gli studi universitari a Friburgo in Brisgovia (Germania), poi a Friburgo in Svizzera, conseguendo un dottorato in teologia. Ordinato prete nel 1911, iniziò il suo lavoro parrocchiale nella diocesi di Friburgo in Brisgovia. Durante la Prima Guerra Mondiale servì nell'esercito tedesco come cappellano militare; insignito della Croce di ferro nel 1915, fu successivamente congedato per ragioni di salute. Ritornò a domicilio convinto che 

### L'impegno per la pace

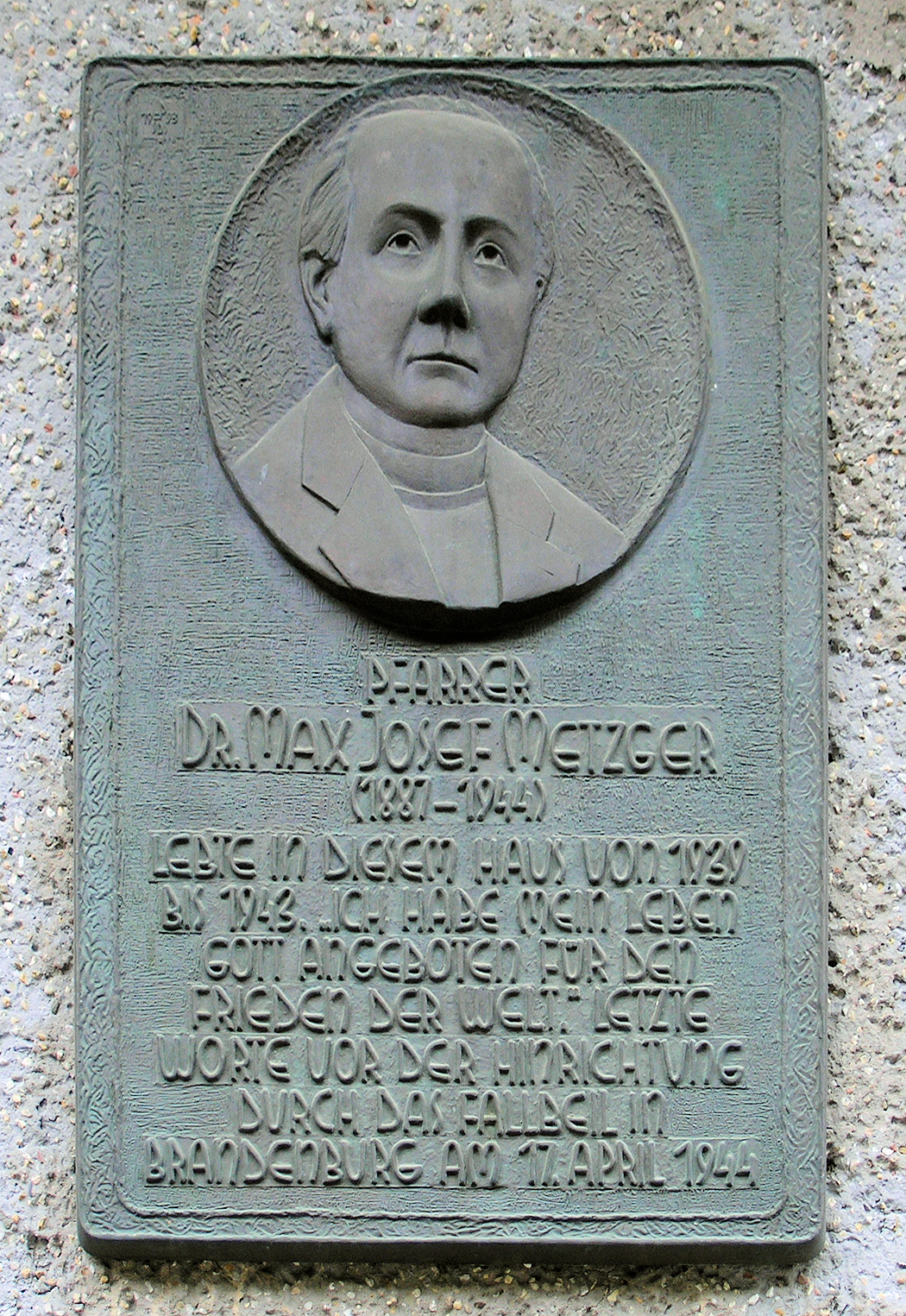
Stele in memoria di Max Josef Metzger.

Nel 1916, Metzger pubblicò Frieden auf Erden (Pace sulla Terra), un libello che insisteva sull'urgenza di por fine al conflitto allora in corso. Nel frattempo si trasferiva a Graz, in Autriche, dove esercitò la funzione di segretario della Lega Cattolica della Croce, un'organizzazione attiva nella prevenzione dell'alcoolismo. Nel 1918, fondò l'istituto secolare della Società Missionaria della Croce Bianca; partecipò altresì alla creazione dell'Associazione Cattolica Tedesca per la Pace, che usava l'esperanto per i suoi contatti internazionali.
La conoscenza dell'esperanto lo portò a fondare nel 1920 l'Internacio Katolika (IKa, Internazionale cattolica) e a pubblicare la rivista Katolika Mondo (Mondo cattolico), di cui fu direttore dal 1921 al 1924.
Nel 1920 incontrò il papa Benedetto XV, che lo incoraggiò nella sua azione per il disarmo dell'Europa. Sostenendo con vigore una visione ecumenica della pace, Metzger diventò uno dei principali esponenti del pacifismo in Germania e paesi limitrofi. Nel 1926, si trasferì a Meiningen, dove fu incaricato con la sua associazione, la Società di Cristo Re, di gestire le istituzioni caritative cattoliche. Nel 1938 fondò la fraternità Una Sancta, che si proponeva di favorire l'unificazione delle Chiese evangeliche luterane con la Chiesa cattolica.

### Martirio
Ma ormai, dal 1933, i nazisti erano arrivati al potere.
Metzger più di una volta fu arrestato per brevi periodi dalla Gestapo. Dopo l'arresto del novembre 1939, che durò circa un mese, si trasferì a Berlino. Era cominciata da pochi mesi la Seconda Guerra Mondiale.
Nel 1943 redasse un memorandum sulla pace e sul futuro politico della Germania, e tentò di trasmetterlo all'arcivescovo di Uppsala in Svezia. L'arcivescovo non lo ricevette mai, ma Metzger, tradito da un'agente svedese della Gestapo, infiltrata nella fraternità Una Sancta, fu arrestato (23 giugno). Detenuto in carceri diverse, il 14 ottobre fu processato e condannato a morte per «alto tradimento e favoreggiamento del nemico». Trasferito nel braccio della morte del carcere Brandenburg-Görder nella cittadina di Brandenburg an der Havel, non lontano da Berlino, fu ghigliottinato il 17 aprile 1944.

Poco prima dell'esecuzione proclamò: 
 parole che sono state riportate sulla sua tomba nel piccolo cimitero di Meitingen.

## Dopo la morte
L'inchiesta diocesana per proporre la beatificazione di Metzger si svolse dal 2006 al 2014 nell'arcidiocesi di Friburgo in Brisgovia.
Il 17 novembre 2024 Metzger viene ufficialmente proclamato beato.